# IAudio
IAudio is de naam van een reeks mp3-spelers die geproduceerd worden door het Zuid-Koreaanse bedrijf Cowon. Het bedrijf brengt mp3-spelers uit met een flashgeheugen en met een harde schijf.

## Flash-mp3-spelers
Volgende mp3-spelers met een flashgeheugen worden door Cowon geproduceerd.
- iAudio 4
- iAudio 5
- iAudio 7
- iAudio CW100
- iAudio CW100S
- iAudio CW200
- iAudio CW300
- iAudio D2
- iAudio F1
- iAudio F2
- iAudio G2
- iAudio G3
- iAudio O2
- iAudio T2
- iAudio U2
- iAudio U5
- iAudio 9
- iAudio S9

## Harddisk mp3-spelers
Volgende mp3-spelers met een harde schijf worden door Cowon geproduceerd.
- iAudio 6
- iAudio M3
- iAudio M5
- iAudio X5